# Vought SB2U Vindicator
El Vought SB2U Vindicator fue un bombardero en picado estadounidense desarrollado para la Marina de los Estados Unidos en la década de 1930, es el primer monoplano en este papel y forma parte de las aeronaves que se hicieron a modo de transición del biplano al monoplano. Prácticamente obsoletos al comienzo de la Segunda Guerra Mundial, los Vindicator todavía permanecían en servicio en el momento de la Batalla de Midway, pero en 1943, todos habían sido retirados para ser utilizados como unidades de entrenamiento. Era conocido como el Chesapeake en el servicio de la Royal Navy.

## Variantes
El SB2U tiene las siguientes variantes:
XSB2U-1
Prototipo individual, impulsado por un motor R-1535-78 de 750 hp.
SB2U-1
Versión de producción inicial impulsada por un motor R-1535-96 de 825 hp, 54 construidos.
SB2U-2
Igual que SB2U-1 pero con un equipo menor cambiado, 58 construidos.
XSB2U-3
Prototipo individual de la versión de rango extendido con flotadores gemelos, convertidos desde SB2U-1.
SB2U-3
Similar al SB2U-2 pero equipado con un motor R-1535-102 de 825 hp, armadura de tripulación y dos cañones de 0,5 pulgadas, 57 fabricados
V-156F-3
Versión de exportación para la Armada francesa, 40 construidos.
V-156B-1
Versión de exportación similar al SB2U-3 y alimentado por un motor R-1535-SB4-G de 750 caballos de fuerza para la Royal Navy británica. Designado Chesapeake Mk.I ; 50 construidos.
V-167
El prototipo de la compañía V-156 estaba equipado con un motor Pratt & Whitney R-1830 más potente y el V-167 redesignado.

## Operadores
Francia
- Armada Francesa

 Reino Unido
- Royal Navy
  - 768 Escuadrón Aéreo Naval
  - 770 Escuadrón Aéreo Naval
  - 771 Escuadrón Aéreo Naval
  - 772 Escuadrón Aéreo Naval
  - 776 Escuadrón Aéreo Naval
  - 778 Escuadrón Aéreo Naval
  - 781 Escuadrón Aéreo Naval
  - 784 Escuadrón Aéreo Naval
  - 786 Escuadrón Aéreo Naval
  - 811 Escuadrón Aéreo Naval

 Estados Unidos
- Marina de los Estados Unidos

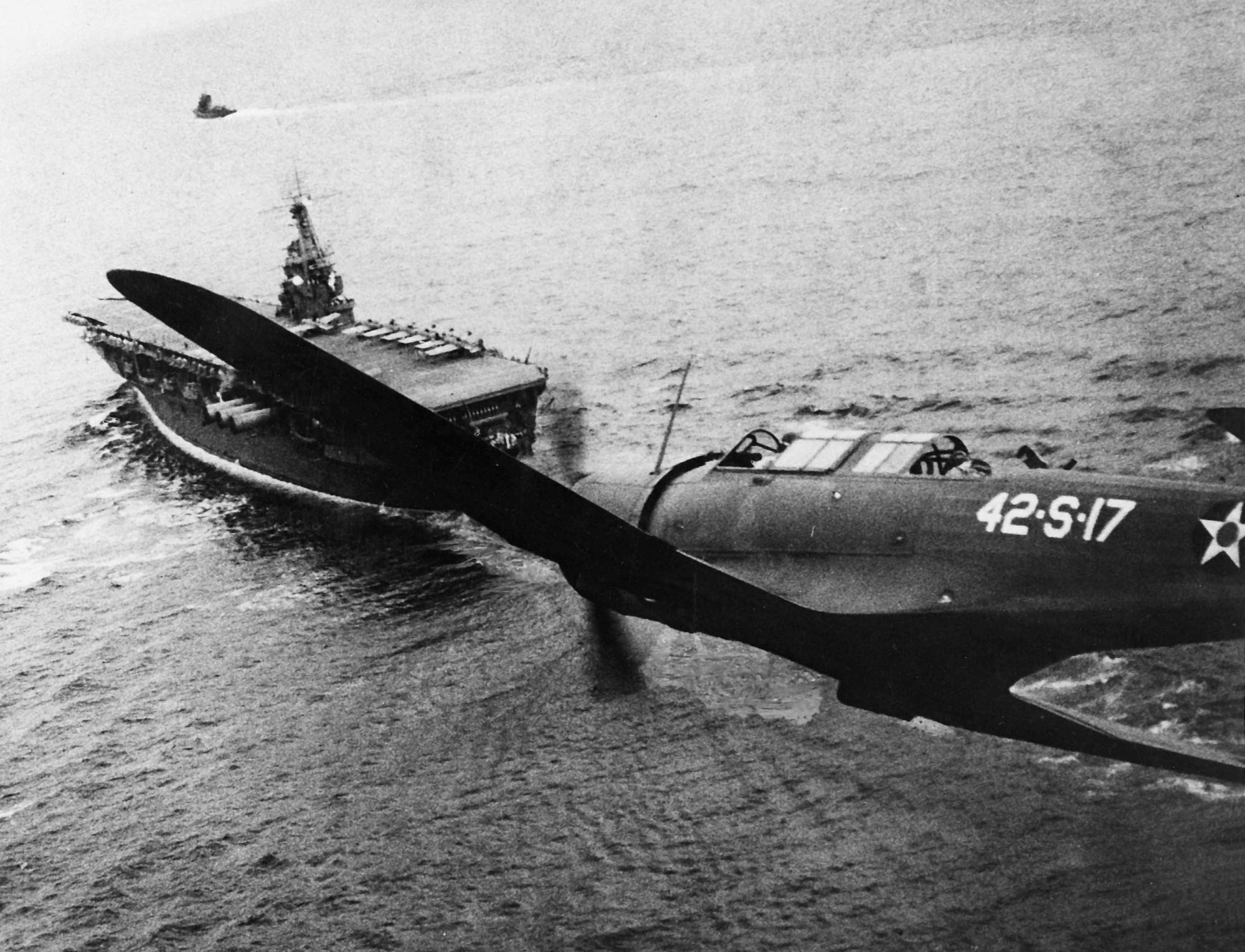
Vought SB2U Vindicator del Escuadrón VS-42, volviendo al Portaaviones USS Ranger (CV-4), el 4 de diciembre de 1941.

- Cuerpo de Marines de los Estados Unidos

## Especificaciones (SB2U-2)
Referencia datos: La Segunda Guerra

### Características generales
- Tripulación: Dos (piloto y artillero)
- Longitud: 10,36 m
- Envergadura: 12,80 m
- Altura: 3,12 m
- Superficie alar: 28 m²
- Peso vacío: 2138 kg
- Peso cargado: 2893 kg
- Peso máximo al despegue: 3326 kg
- Planta motriz: 1× motor radial de 14 cilindros en dos filas refrigerado por aire Pratt & Whitney R-1535-96 Twin Wasp Jr.
  - Potencia: 616 kW (825 hp)

### Rendimiento
- Velocidad nunca excedida (Vne): 404 km/h
- Alcance: 1014 km
- Techo de vuelo: 8382 m (27 500 pies)
- Régimen de ascenso: 6,8 m/s (1340 pies/min)
- Carga alar: 103 kg/m² (21 lb/pie²)
- Potencia/peso: 0,21 kW/kg (0,13 hp/lb)

### Armamento
- Ametralladoras: 

  - 1x Browning M1919 de 7,62 mm en el ala de estribor (Browning M2 de 12,7 mm en SB2U-3)
  - 1 de 7,62 mm en montaje flexible para el artillero trasero (12,7 mm en SB2U-3)
- Bombas: 

  - 1 de 454 kg/227 kg

### Aeronaves similares
- Aichi D3A
- Junkers Ju 87
- Brewster SBA
- Douglas SBD Dauntless
- Northrop BT
- Loire-Nieuport LN.401
- Blackburn Skua

### Secuencias de designación
- Secuencia SB_U (Aviones Bombardero/Exploración de la Armada estadounidense, 1934-1946 (Vough, 1922-1962)): SBU - SB2U - SB3U

### Listas relacionadas
- Anexo:Aeronaves militares de los Estados Unidos (navales)